# Mieczysław Miksne
Mieczysław Miksne (ur. ok. 1900, zm. prawd. 1939–1945) – polski autor tekstów, humorysta, kompozytor, aktor kabaretowy

## Życiorys
Pisał teksty dla warszawskich i łódzkich kabaretów. Kilka popularnych przedwojennych szlagierów pochodzi z jego ręki.
W 1924 roku mieszkał w Warszawie na ulicy Nowolipie 20 m 34, wspomniany jest wtedy jako Mieczysław Miksne-Kirszencweig.
W 1931 roku grano w Łodzi jego rewię Dajemy Podarunki.
W 1931 warszawski kino-teatr Helios wystawiał rewię Daj buzi jego autorstwa. 17 listopada 1929 roku ożenił się z Haliną Besnerówną. W 1933 roku mieszkał w Warszawie na ulicy Mylnej 9 m. 21.
Był pracownikiem czasopisma Trubadur Warszawy i wiele jego tekstów zostało opublikowanych na łamach tego periodyku. W kabarecie Carillon śpiewał też piosenkę reklamową Czytajcie Trubadur Warszawy, ze słowami L. Lwicza i muzyką Adama Balackiego.
W 1937 roku wieczór z jego udziałem w łódzkim cafe dancingu Ankara na ul. Piotrkowskiej 48 był reklamowany jako występ pierwszorzędnego artysty scen warszawskich, znakomitego polsko-żydowskiego humorysty-autora. Specjalizował się szczególnie w parodiach popularnych szlagierów (tango „12 godzin” przerobione na „12 rodzin”, „Graj skrzypku graj” strawestowane na „Daj forsę, daj”, "Cztery żony" jako przeróbka popularnego fokstrota "Cztery nogi" itp). Przed wojną utwory z jego tekstami rozsławił zwłaszcza popularny piosenkarz-humorysta Bolesław Norski-Nożyca. Część z nich utrwalił na płytach gramofonowych wydawnictwa Syrena Record.

## Twórczość
Cztery piosenki Miksnego wraz z nutami – Chory (parodia piosenki Ach, Ludwiko!), Komorne, Madagaskar, Moniek Przepiórko funkcjonowały w obiegu powojennym dzięki publikacji w książce Wielanka, Szlagiery starej Warszawy. Cytat z refrenu piosenki Miksnego z 1936 roku pt. "Abisynia", nawiązującej do wojny włosko-abisyńskiej, Ryszard Kapuściński umieścił jako jedno z mott "Cesarza", nie znając zresztą autorstwa i dokładnego pochodzenia tekstu: "Oj, Negus Negesti / ratuj Abisynię, / bo są zagrożone / południowe linie. / A na północ od Makale / oj, niedobrze tam jest wcale. / Negus, Negus, daj mi kule, daj mi proch".
Jednym z najbardziej znanych utworów Miksnego był fokstrot Madagaskar z 1938 roku. Ten wesoły tekst autora żydowskiego został napisany jako satyra w związku z projektem osiedlenia polskich Żydów na Madagaskarze. Przed wojną piosenka śpiewana była także w języku jidysz, z tekstem przetłumaczonym przez Samuela Korentajera. Aleksander Kulisiewicz (którego zbiory muzyczne zostały przekazane do muzeum w Oświęcimiu) w obozie Sachsenhausen napisał na melodię Madagaskaru piosenkę Heil, Sachsenhausen!.
Madagaskar był śpiewany m.in. przez Marylę Rodowicz i nadal funkcjonuje w kulturze masowej.